# Letališče Gandža
Letališče Gandža (IATA: KVD, ICAO: UBBG) je letališče v Azerbajdžanu, ki primarno oskrbuje mesto Gandža.